# حکیم نورمحمود نهورای
حکیم نورمحمود نهورای مشهور به نورالحکماء پزشک یهودی دربار ناصرالدین شاه بود.

## زندگینامه
حکیم نورمحمود نهورای در سال ۱۱۹۰ خورشیدی (۱۸۰۹ میلادی) در کاشان متولد شد. پدر او حکیم حارون کاشانی، طبیب سرشناس در دوره‌ محمودشاه قاجار بود. پسر ارشد او نورمحمود در جوانی از پدر خود طبابت یاد گرفت. او سپس برای ادامه تحصیل به تهران رفت. در راه تهران در مدت توقفش در قم، دختر یک آیت‌الله معروف در قم را شفا داد و به همین سبب وی لقب نورمحمود گرفت. در تهران او در محله عودلاجان (در کوچه‌ای که بعدها به نامش نامگذاری شد) ساکن شد. بعد از مدتی شهرت او در تهران زبانزد شد و ناصرالدین شاه از او درخواست کرد که پزشک دربار شود. 
نورمحمود به زبان‌های عبری، عربی و فارسی مسلط بود،و دانش زیادی در زمینۀ تورات و کابالا داشت. او به قرآن نیز مسلط بود و تمامی سوره‌های قرآن را حفظ بود.
او اولین کسی بود که از طب سوزنی در ایران استفاده نمود.
در زمانی که وی پزشک دربار بود، شبی تعدادی از دشمنانش به او حمله کردند،و با چاقو به شکم وی آسیب زدند اما به کمک ایوب پسرش که او نیز حکیم بود شکم خود را جراحی نمود و چند روز بعد سالم در دربار حاضر شد. در نخستین کارت پستال‌های ایران، عکس حکیم نورمحمود در حال تدریس به شاگردان خویش و مداوای بیماران به چاپ رسید. 
بعضی از اعضای خانوادۀ نورمحمود به اسلام و بعضی دیگر به بهائیت گرویدند،و بعضی دیگر به دین یهودی پایبند ماندند. بر اساس نظر مهرداد امانت، به نظر می‌رسد گرویدن به دین اسلام ظاهری و برای رهایی از محدودیت‌های شرعی اسلامی بر روی یهودیان بوده‌باشد. 
خاخام نهورای در ۹۰ سالگی در سال ۱۲۷۸ خورشیدی در تهران درگذشت.

## زندگی شخصی
نورالحکماء با یکی از بستگان خود ازدواج کرد و صاحب شش فرزند شد. سه پسر او به نام های ایوب، افلاطون و همایون هر سه پزشک بودند. او سه دختر به نام های خانم، کشور و طوبا داشت. لقمان نهورای نماینده کلیمیان نوه او از پسرش ایوب بود. 